# Milovany

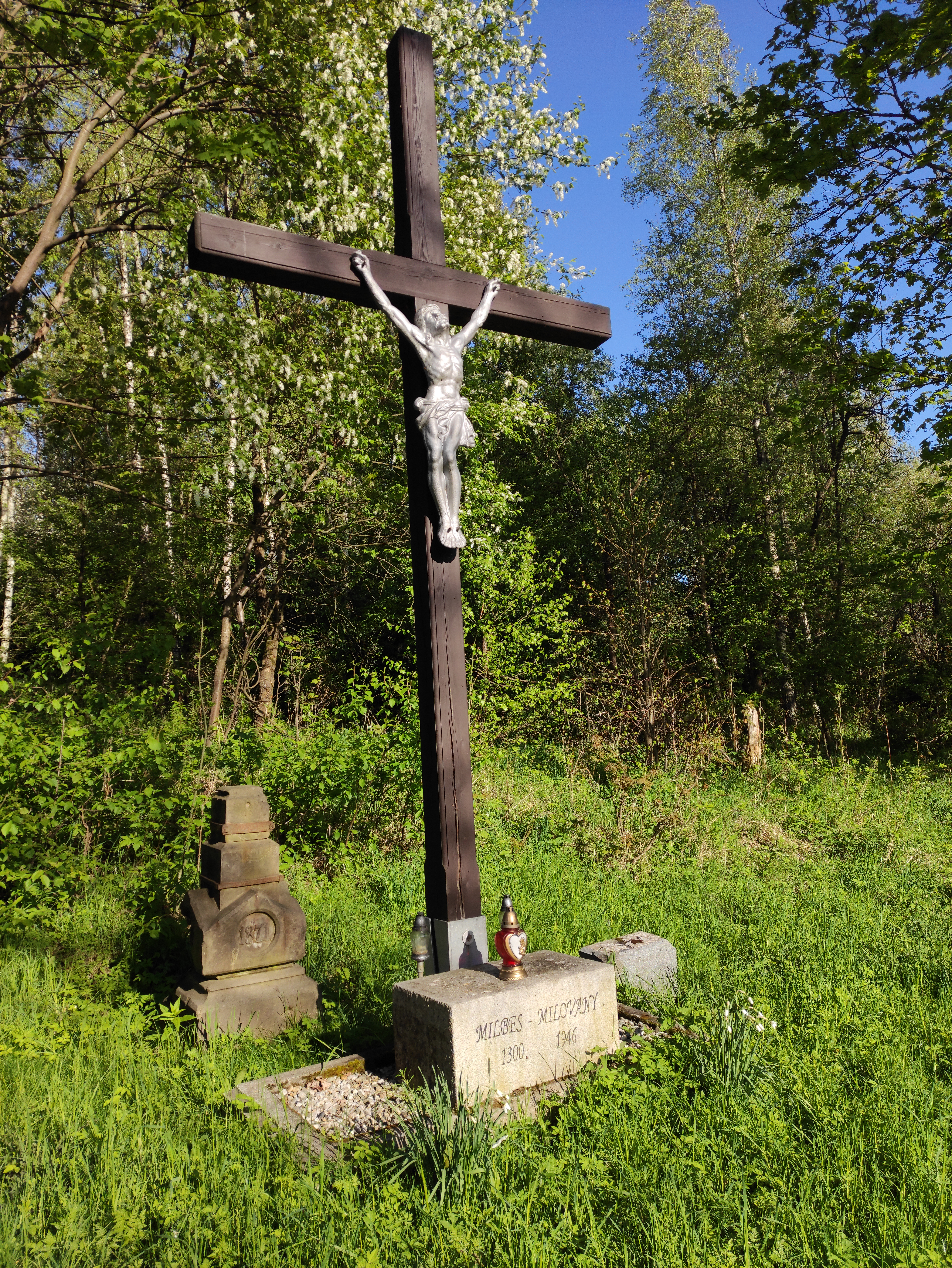

Milovany (deutsch Milbes) ist eine Wüstung auf dem Gebiet des Truppenübungsplatzes Libavá in Tschechien. Sie liegt fünf Kilometer nordwestlich von Potštát, ihr Katastralbezirk umfasst 1131 ha.

## Geographie
Milovany erstreckte sich in 550 m. ü. M. entlang des Baches Milovanský potok (Molkenbach) auf einer Hochfläche in den Oderbergen. Am nördlichen Ortsrand verlief die Straße von Město Libavá nach Potštát, durch das Dorf führte die davon abzweigende Straße nach Čermná. Nördlich erheben sich die Rovné (Huppberg, 627 m), der Mastnik (Mastnig, 602 m) und der Křížový vrch (Richters Kreuzberg, 641 m), im Nordosten die Strážná (Hutberg, 641 m), Lipová (619 m) und Pod Lipovou (606 m), östlich der Srnov (Großer Rehbuschberg, 620 m), im Süden der Příhon (Ziegenhalsberg, 583 m), südwestlich der Novoveský kopec (Neueigenberg, 589 m), im Westen der Plazský kopec (Bleißberg, 586 m) und nordwestlich der Oderský vrch (Oderberg, 582 m).
Umliegende Ortschaften waren Vojnovice und Rudoltovice im Norden, Barnov, Luboměř pod Strážnou und Luboměř im Nordosten, Lipná im Osten, Kovářov, Potštát und Padesát Lánů im Südosten, Heřmánky im Süden, Čermná im Südwesten, Pivovarský Kopec, Velká Střelná und Olejovice im Westen sowie Údolná, Mastník und Dvorecký Mlýn im Nordwesten.

## Geschichte

### Mittelalter
Der Ort wurde wahrscheinlich um 1300 angelegt. Die erste schriftliche Erwähnung des zur Feste Potenstat gehörigen Dorfes Milbans erfolgte 1394 im Zuge der Stadterhebung von Potštát als Besitz des Boček II. von Podiebrad und seiner Frau Elisabeth. 1399 wurde der Ort als Mylwan bezeichnet. Die erste Nachricht über die Kirche stammt aus dem Jahre 1406. Im Jahre 1408 verkaufte Boček die Herrschaft Potenstat mit allem Zubehör, darunter auch Milowany an Tas von Prusinowitz, der sich fortan das Prädikat Podstatzky von Prusinowitz zulegte. Im 15. Jahrhundert fiel das Dorf wüst und wurde in der zweiten Hälfte des 16. Jahrhunderts unter den Namen Nové Milovany wiederbesiedelt.

### Frühe Neuzeit
Nachdem das Dorf erneut erloschen war, wurde es vor 1620 wiederum besiedelt. Weitere Namensformen waren Milovany (ab 1517), Milfes (ab 1580), Milwis (1607), Milowicz (1613), Milbes (ab 1627), Milwes (1631), Mühlbes (ab 1676), Mielbis (1751) und Milbitium (1771). Die Pfarre Milovany wurde 1560 protestantisch und erlosch im Dreißigjährigen Krieg. In der Rekatholisierung des Dorfes lagen 1627 zwölf Gehöfte wüst. Jan Stiaßny Podstatzky von Prusinowitz verlor wegen seiner Teilnahme am Mährischen Ständeaufstand 1626 die Herrschaft Bodenstadt; sie wurde 1634 an Caroline von Contecroy als Ausgleich für eine Forderung von 250.000 rheinischen Gulden an die Hofkasse für 70.000 Gulden übertragen. Auf Grund des Einspruches von Christoph Podstatzky von Prusinowitz auf Veselíčko, der darlegte, dass er der Hofkasse lediglich 84.000 Gulden schulde, wurde ein Verfahren eröffnet, dessen Ausgang keiner der Beteiligten erlebte. In den Hufenregistern von 1656 bis 1676 sind für Milovany ein Richter, 18 Bauern, zwei Gärtner und vier Häusler ausgewiesen. Nachdem Caroline von Contecroy, verheiratete Herzogin von Österreich, ohne männliche Nachkommen verstorben war, fiel die Herrschaft schließlich durch Heimfall an die Krone Böhmen. Leopold I. verkaufte die Herrschaft schließlich 1663 für 50.000 Gulden an den Hofrat Johannes Walderode von Eckhusen. Zusammen mit seiner Frau Katharina Hroch errichtete dieser am 22. Mai 1670 einen Familienfideikommiss, der zum einen die mährischen Güter Bodenstadt, Liebenthal, Dřínov und Vrchoslavice; zum anderen die böhmischen Güter Řepín, Libáň, Krustenitz, Deutsch Lhotka, den Hof Augezd, einen Weinberg in Mělník und ein Haus in Prag sowie zum dritten die Güter Deutsch Biela und Křetín einschließlich zweier Häuser in Wien und Prag umfasste. Die Matriken wurden seit 1628 in Potštát geführt.
Die Pfarrschule, in der auch die Kinder aus Siegertsau unterrichtet wurden, entstand 1779. Im Jahre 1784 wurde aus Mitteln des Religionsfonds eine neue Kirche errichtet und zwei Jahre später in Milbes eine eigene Pfarre eingerichtet, zu der das Dorf Siegertsau eingepfarrt wurde. Mit Franz Graf Walderode von Eckhusen erlosch 1797 das Geschlecht im Mannesstamme. Alleinerbin des Familienfideikommisses und der Allodialgüter wurde seine Tochter Johanna Maria verwitwete Gräfin Renard. Diese verglich sich 1798 mit ihrem Neffen Joseph Graf Desfours und überließ ihm den böhmischen Teil des Fideikommisses. Nach Johanna Marias Tod fiel Desfours auch der mährische Anteil zu. Im Jahre 1816 bewilligte ihm Kaiser Franz I. die Vereinigung beider Adelshäuser zum Grafengeschlecht Desfours-Walderode. Er verpachtete die nach den Stadtbränden von 1787, 1790 und 1813 sowie Misswirtschaft heruntergewirtschaftete Herrschaft Bodenstadt 1816 für 15 Jahre an den Verwalter des Gutes Sponau, Joseph Hosch. Im Jahre 1835 lebten in den 61 Häusern des Dorfes 385 Personen. Die Bewohner lebten von der Landwirtschaft, die wegen der steinigen und trockenen Böden wenig ertragreich war. Der Franzenshof war Sitz eines herrschaftlichen Forstreviers. Bis zur Mitte des 19. Jahrhunderts blieb das Dorf immer der Familienfideikommissherrschaft Bodenstadt der Grafen Desfours-Walderode untertänig.

### 1850 bis 1938
Nach der Aufhebung der Patrimonialherrschaften bildete Milbes/Milovany mit den Einschichten Hofermühle (Dvorecký Mlýn), Dorfmühle und dem Forsthaus Franzenshof ab 1850 eine Gemeinde in der Bezirkshauptmannschaft Mährisch Weißkirchen und dem Gerichtsbezirk Stadt Liebau. Im Jahr 1855 wurde Milbes dem Bezirk Stadt Liebau zugeordnet und ab 1868 gehörte das Dorf zum Bezirk Sternberg. Im Jahre 1869 lebten in den 67 Häusern des Ortes 490 Menschen. 1880 war Milbes auf 72 Häuser angewachsen und hatte 550 Einwohner. 1890 wurde ein neues Schulhaus eingeweiht, der zweiklassige Unterricht begann im Jahre 1900. 1895 gründete sich die Freiwillige Feuerwehr. Die Bewohner des Dorfes lebten von der Landwirtschaft, die jedoch wegen der steinigen Böden wenig ertragreich war, hauptsächlich wurde Flachs angebaut. Im Jahre 1900 wurden 1168 ha des Katasters landwirtschaftlich genutzt. Außerdem bestanden im Dorf eine Wasser- und eine Windmühle sowie eine Raiffeisenkasse und Kasse des Kontributionsfonds. Zu dieser Zeit lebten in den 72 Häusern 520 Einwohner, darunter waren drei Tschechen.
1909 wurde die Gemeinde dem Bezirk Bärn zugeordnet. Beim Zensus von 1910 bestand der Ort aus 105 Häusern, in denen 516 deutschsprachige Einwohner lebten. 1921 lebten in den 105 Häusern 567 Einwohner, davon waren drei Tschechen. Im Jahre 1930 lebten in den 77 Häusern des Dorfes 424 Einwohner, darunter fünf Tschechen.

### Nach 1938
Nach dem Münchner Abkommen wurde Milbes 1938 dem Deutschen Reich zugeschlagen und gehörte bis 1945 zum Landkreis Bärn. 1939 lebten in der Gemeinde 458 Menschen. Nach dem Ende des Zweiten Weltkrieges kam das Dorf wieder zur Tschechoslowakei zurück und die meisten deutschen Bewohner wurden vertrieben. Im Zuge der Errichtung des Truppenübungsplatzes Libavá wurde Milovany 1946 nicht wieder besiedelt. 1949 wurde die Gemeinde dem Bezirk und Gerichtsbezirk Olomouc zugeordnet. Im Jahr darauf wurde die Gemeinde Milovany offiziell aufgehoben.

## Veranstaltungen
Milovany befindet sich innerhalb des absoluten Sperrgebietes. Obwohl der Truppenübungsplatz einmal im Jahr am 1. Mai während der Fahrradtouristikaktion „Bílý kámen“ geöffnet ist, befindet sich Milovany auf keiner der zugelassenen Transitrouten und ist daher das ganze Jahr über unzugänglich.
Erhalten sind u. a. Mauerreste der Kirche.

## Ehemalige Denkmale
- Pfarrkirche St. Katharina, erbaut 1784 auf dem Friedhof über dem Dorf anstelle eines hölzernen Vorgängerbaus